# Ernesto Escobedo
Ernesto Escobedo, soprannominato Neto (Los Angeles, 4 luglio 1996), è un ex tennista statunitense naturalizzato messicano.

## Carriera

### 2012-2015: inizi
Prende parte al primo torneo Futures il 10 settembre 2012 in Messico, superando il primo turno grazie al ritiro di Eduardo Nava sul punteggio di 6–2, 4–1 in favore dell'americano. Al secondo turno viene eliminato da Christopher Diaz-Figueroa in tre set.
L'anno seguente raggiunge la sua prima semifinale Futures, perdendo contro Antoine Benneteau col punteggio di 6–2, 1–6, 2–6. Il 22 settembre 2013 gioca la sua prima finale Futures, in California, dove viene sconfitto da Haythem Abid in tre set. Raggiunge la seconda finale in Messico sconfitto questa volta da Nicolas Meister sempre in tre set.
Nel 2014 partecipa per la prima volta ad un Challenger a Binghamton raggiungendo i quarti di finale. Partecipa inoltre alle qualificazioni degli US Open, perdendo al terzo turno da Facundo Bagnis.
Nel 2015 raggiunge tre finali Futures, Messico F4, USA F16B e USA F27, senza riuscire a conquistare titoli.

### 2016: 2 titoli Challenger
Prende parte per la prima volta alle qualificazioni del torneo di Indian Wells, grazie ad una wildcard, ma viene sconfitto al primo turno da Édouard Roger-Vasselin in tre set. Partecipa anche alle qualificazioni del U.S. Men's Clay Court Championships di Houston dove viene eliminato da Bjorn Fratangelo. Ad aprile raggiunge la prima finale Challenger a San Paolo, sconfitto da Gonzalo Lama per 2–6, 2–6. Si qualifica per la prima volta per un torneo ATP ad 's-Hertogenbosch, eliminato da Aljaž Bedene al debutto in main-draw. Riesce a qualificarsi anche per il tabellone principale del torneo su erba di Nottingham, dove vince il suo primo incontro in un main-draw contro Diego Schwartzman per 6–0, 6–3, prima di arrendersi al suo compagno di doppio nell'ultimo Roland Garros, Sam Querrey. A luglio si qualifica per il Citi Open dove viene sconfitto da Donald Young. Il 31 luglio conquista il suo primo Challenger battendo Frances Tiafoe nella finale del Kentucky Bank Tennis Championships di Lexington.
Riceve una wildcard per lo US Open 2016 dove batte al primo turno Lukáš Lacko per poi cedere al turno successivo a Kyle Edmund.
Nel finale di stagione raggiunge altre due finali Challenger conquistando il titolo a Monterrey su Denis Kudla col punteggio di 6–4, 6–4 e perdendo a Cary su James McGee col punteggio di 6–1, 1–6, 4–6.

### 2017: Top 100
Inizia la stagione a Brisbane e dopo aver superato le qualificazioni viene sconfitto al primo turno da Edmund. Supera poi le qualificazioni degli Australian Open e batte al primo turno Daniil Medvedev in quattro set, affronta poi al secondo turno David Ferrer perdendo in quattro set.
Ad Acaulco perde il secondo turno contro Steve Johnson. Nel master mille di Indian Wells viene eliminato al primo turno di qualificazione da Peter Gojowczyk. Mentre nel successivo torneo di Miami Open supera lo scoglio delle qualificazioni e si spinge al secondo turno, dove viene sconfitto da Fernando Verdasco.
Ad aprile grazie ad una wildcard entra nel tabellone principale del U.S. Men's Clay Court Championships e raggiunge la sua prima semifinale ATP dove viene fermato da John Isner in tre set. Grazie a questo risultato entra per la prima volta nella top 100. A Madrid viene eliminato da Feliciano López al primo turno. Agli Internazionali BNL d'Italia entra in tabellone come lucky loser ma viene eliminato da Tommy Haas al primo turno. Non va meglio al Roland Garros dove viene eliminato al primo turno da Denis Istomin.
Inizia la stagione su erba a 's-Hertogenbosch e dopo aver superato Jason Jung al primo turno, viene sconfitto al secondo da Aljaž Bedene in due set. La settimana successiva non riesce a qualificarsi per il torneo di Halle. Torna in campo a Wimbledon, per la prima volta nel tabellone principale e, viene sconfitto da Adam Pavlásek in quattro set. Esce poi al primo turno ai tornei di Atlanta e Los Cabos. In questo periodo viene allenato da Peter Lucassen, coach afferente all'USTA, l'associazione tennistica statunitense. A Montréal perde al secondo turno di qualificazione, ma viene ammesso come lucky loser, e al primo turno batte Nikoloz Basilašvili per poi essere sconfitto da Robin Haase. Perde subito nelle qualificazioni a Cincinnati. Allo US Open viene sconfitto, al primo turno, da Radu Albot col punteggio di 5–7, 6–4, 2–6, 4–6. Nel resto della stagione partecipa ad alcuni tornei non superando mai il secondo turno, e collezionando una vittoria contro Shapovalov ad Antwerp.

### 2018
Esce subito all'esordio stagionale a Brisbane e manca di poco la qualificazione all'Australian Open, fermato al terzo turno da Casper Ruud, riuscendo a superarle nel torneo indoor di New York con le vittorie su Ramanathan e Eubanks. Nel tabellone principale vince il primo incontro, fermandosi al turno successivo, gli ottavi, contro il sudafricano Kevin Anderson. Identico risultato ad Acapulco, ed anche nei tornei del Sunshine Double si ferma al secondo turno. Dopo qualche uscita all'esordio nel main draw su terra rossa, compreso l'Open di Francia contro Blancaneaux, raggiunge i quarti di finale nei Challenger di Winnetka, Gatineau e Aptos, mentre non supera le qualificazioni per l'US Open. Arriva fino in semifinale per la prima volta in stagione a Monterrey, ma deve cederla per walkover a Ferrer, futuro vincitore. A fine stagione scivola alla 187ma posizione della classifica ATP.

### 2019: titolo challenger a Granby.
Non si qualifica per l'Australian Open, perdendo al primo turno contro il canadese Peter Polansky, e nemmeno al masters 1000 Indian Wells. Dopo diversi risultati interlocutori nei challenger, tra cui sono degni di nota gli ottavi a San Luis Potosí e a Winnetka, a luglio conquista un altro titolo nella categoria a Granby battendo Vasek Pospisil nel suo percorso, e Yasutaka Uchijima in finale. Da lì a poco manca la finale ad Aptos, fermato da Koepfer dopo aver sconfitto tra gli altri Brooksby e Dzumhur. Nonostante la lotta di cinque set contro Hyeon Chung non passa il primo turno del main draw degli US Open. Ad ottobre ottiene un'altra semifinale di categoria challenger a Las Vegas, fermato dall'australiano Duckworth, dopo aver battuto Steve Johnson nel turno precedente, e i quarti di finale a novembre a Knoxville da un altro australiano, Christopher O'Connell, dopo aver superato JJ Wolf. Tutti i risultati positivi della stagione gli consentono di fare un balzo di oltre 1000 posizioni, entrando di poco nella top500.

## Statistiche
Aggiornate al 10 gennaio 2022.

### Tornei minori

#### Singolare

##### Vittorie (4)
| Legenda tornei minori |
| Challenger (4)        |
| Futures (0)           |

| Numero | Data            | Torneo                                        | Superficie | Avversario in finale | Punteggio           |
| 1.     | 31 luglio 2016  | Kentucky Bank Tennis Championships, Lexington | Cemento    | Frances Tiafoe       | 6–2, 6(6)–7, 7–6(3) |
| 2.     | 15 ottobre 2016 | Monterrey Challenger, Monterrey               | Cemento    | Denis Kudla          | 6–4, 6–4            |
| 3.     | 28 luglio 2019  | Challenger de Granby, Granby                  | Cemento    | Yasutaka Uchiyama    | 7–6(5), 6–4         |
| 4.     | 9 gennaio 2022  | Bendigo International, Bendigo                | Cemento    | Enzo Couacaud        | 5–7, 6–3, 7–5       |

##### Finali perse (7)
| Legenda tornei minori |
| Challenger (2)        |
| Futures (5)           |

| Numero | Data              | Torneo                                   | Superficie  | Avversario in finale | Punteggio           |
| 1.     | 22 settembre 2013 | USA F24, Costa Mesa                      | Cemento     | Haythem Abid         | 1–6, 6–4, 5–7       |
| 2.     | 17 novembre 2013  | Mexico F19, Mérida                       | Cemento     | Nicolas Meister      | 7–6(4), 1–6, 6(7)–7 |
| 3.     | 24 maggio 2015    | Mexico F4, Córdoba                       | Cemento     | Darian King          | 5–7, 7–5, 4–6       |
| 4.     | 14 giugno 2015    | USA F16B, Charlottesville                | Cemento     | Tennys Sandgren      | 4–6, 4–6            |
| 5.     | 27 settembre 2015 | USA F27, Costa Mesa                      | Cemento     | Ryan Shane           | 4–6, 3–6            |
| 6.     | 24 aprile 2016    | São Paulo Challenger de Tênis, San Paolo | Terra rossa | Gonzalo Lama         | 2–6, 2–6            |
| 7.     | 18 settembre 2016 | Cary Challenger, Cary                    | Cemento     | James McGee          | 6–1, 1–6, 4–6       |

#### Doppio

##### Vittorie (1)
| Legenda tornei minori |
| Challenger (1)        |
| Futures (0)           |

| N. | Data        | Torneo                              | Superficie | Compagno           | Avversari in finale                | Punteggio        |
| 1. | giugno 2021 | Little Rock Challenger, Little Rock | Cemento    | Nicolás Barrientos | Christopher Eubanks Roberto Quiroz | 4–6, 6–3, [10–5] |

### Risultati in progressione
| Sigla | Risultato               |
| ----- | ----------------------- |
| V     | Vincitore               |
| F     | Finalista               |
| SF    | Semifinalista           |
| O     | Oro olimpico            |
| A     | Argento olimpico        |
| SF    | Bronzo olimpico         |
| QF    | Quarti di Finale        |
| 4T    | Quarto turno            |
| 3T    | Terzo turno             |
| 2T    | Secondo turno           |
| 1T    | Primo turno             |
| RR    | Round Robin             |
| LQ    | Turno di qualificazione |
| A     | Assente                 |
| ND    | Non disputato           |

| Legenda superfici    |
| -------------------- |
| Cemento              |
| Terra battuta        |
| Erba                 |
| Superficie variabile |

#### Singolare
Aggiornato a fine 2021
| Torneo                      | 2014  | 2015  | 2016  | 2017  | 2018  | 2019  | 2020  | 2021  | 2022  | V-S   |
| Tornei Grande Slam          |       |       |       |       |       |       |       |       |       |       |
| Australian Open             | A     | A     | A     | 2T    | Q3    | Q1    | Q2    | Q1    |       | 1–1   |
| Roland Garros               | A     | A     | A     | 1T    | Q1    | A     | A     | Q2    |       | 0–1   |
| Wimbledon                   | A     | A     | A     | 1T    | A     | A     | ND    | Q1    |       | 0–1   |
| US Open                     | Q3    | A     | 2T    | 1T    | Q2    | 1T    | 2T    | 2T    |       | 3–5   |
| Vittorie –Sconfitte         | 0–0   | 0–0   | 1–1   | 1–4   | 0–0   | 0–1   | 1–1   | 1–1   |       | 4–8   |
| ATP World Tour Masters 1000 |       |       |       |       |       |       |       |       |       |       |
| Indian Wells                | A     | A     | Q1    | Q1    | 2T    | A     | ND    | 2T    |       | 2–2   |
| Miami                       | A     | A     | A     | 2T    | Q2    | A     | ND    | 2T    |       | 2–2   |
| Monte Carlo                 | A     | A     | A     | A     | A     | A     | ND    | A     |       | 0–0   |
| Madrid                      | A     | A     | A     | 1T    | A     | A     | ND    | A     |       | 0–1   |
| Roma                        | A     | A     | A     | 1T    | A     | A     | A     | A     |       | 0–1   |
| Montréal/Toronto            | A     | A     | A     | 2T    | A     | A     | ND    | A     |       | 1–1   |
| Cincinnati                  | A     | A     | A     | Q1    | A     | A     | A     | A     |       | 0–0   |
| Shanghai                    | A     | A     | A     | A     | A     | A     | ND    | ND    |       | 0–0   |
| Parigi                      | A     | A     | A     | A     | A     | A     | A     | A     |       | 0–0   |
| Vittorie–Sconfitte          | 0–0   | 0–0   | 0–0   | 2–4   | 1–1   | 0–0   | 0–0   | 2–2   |       | 5–7   |
| Statistiche Carriera        |       |       |       |       |       |       |       |       |       |       |
|                             | 2014  | 2015  | 2016  | 2017  | 2018  | 2019  | 2020  | 2021  | 2022  |       |
| Tornei disputati            | 0     | 0     | 4     | 15    | 8     | 1     | 1     | 4     | 0     | 33    |
| Titoli / Finali             | 0 / 0 | 0 / 0 | 0 / 0 | 0 / 0 | 0 / 0 | 0 / 0 | 0 / 0 | 0 / 0 | 0 / 0 | 0 / 0 |
| Totale V – S                | 0–0   | 0–0   | 2–4   | 9–15  | 3–8   | 0–1   | 1–1   | 5–4   | 0–0   | 20–33 |
| Vittorie %                  | 0%    | 0%    | 33%   | 37%   | 27%   | 0%    | 50%   | 56%   | 0%    | 38%   |
| Ranking fine anno           | 538   | 393   | 141   | 120   | 187   | 224   | 198   | 164   |       | N/A   |